# Jamnyzja
Jamnyzja (ukrainisch Ямниця; russisch Ямница Jamniza, polnisch Jamnica) ist ein Dorf in der ukrainischen Oblast Iwano-Frankiwsk im Osten der historischen Landschaft Galizien mit etwa 3000 Einwohnern (2024).

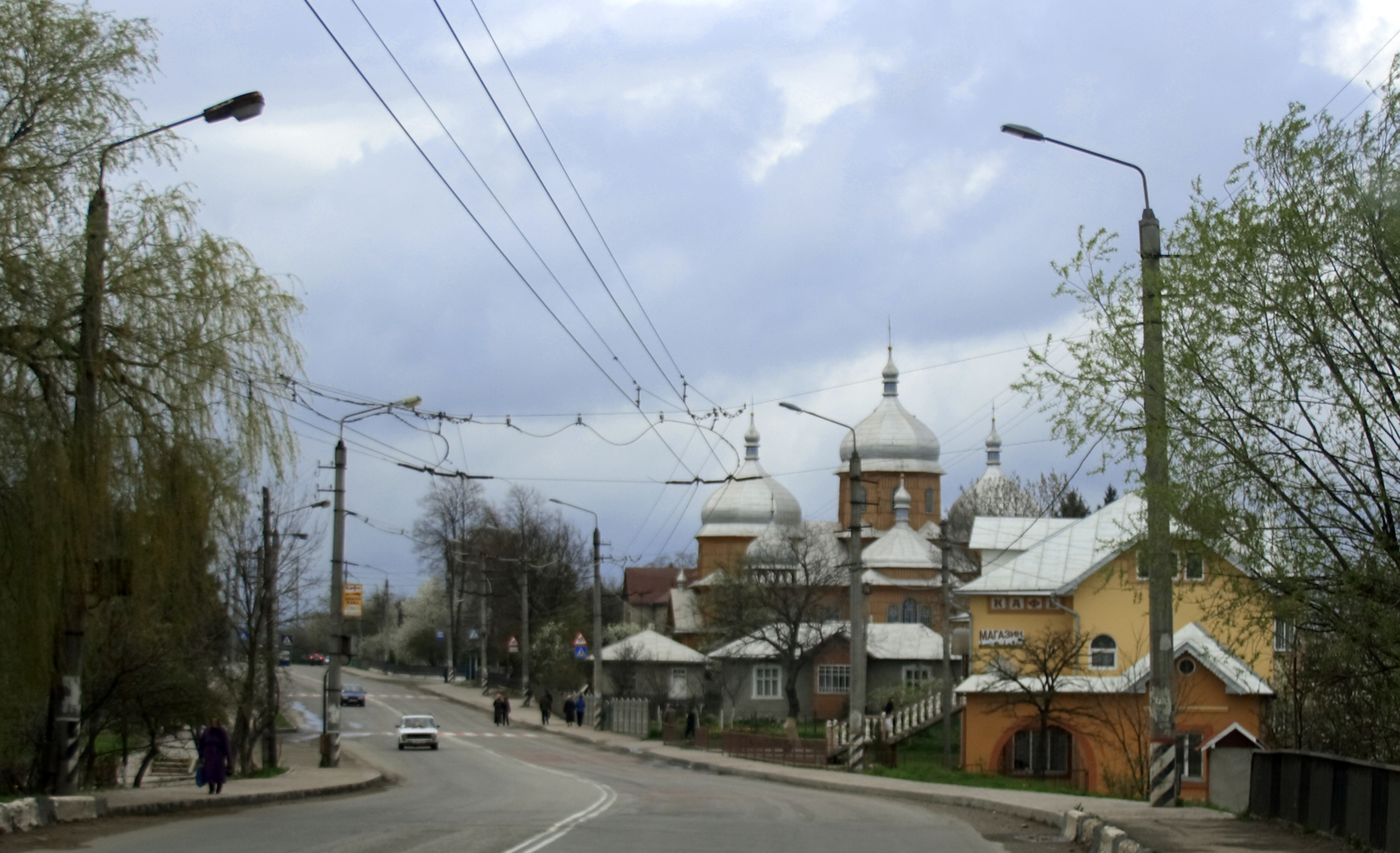
Blick ins Dorf

Am 28. Juli 2017 wurde das Dorf im Norden des Rajon Tysmenyzja zum Zentrum der neugegründeten Landgemeinde Jamnyzja (Ямницька сільська громада/Jamnyzka silska hromada), zu dieser zählen auch noch die Dörfer Pawliwka, Silez und Tjasiw, bis dahin bildete es die 20,76 km² große gleichnamige Landratsgemeinde.
Am 12. Juni 2020 kamen noch 4 weitere in der untenstehenden Tabelle aufgelisteten Dörfer zur Landgemeinde hinzu.
Am 17. Juli 2020 wurde der Ort Teil des Rajons Iwano-Frankiwsk.
Folgende Orte sind neben dem Hauptort Jamnyzja Teil der Gemeinde:
| Name                     | Name       | Name                     | Name      |
| ukrainisch transkribiert | ukrainisch | russisch                 | polnisch  |
| ------------------------ | ---------- | ------------------------ | --------- |
| Majdan                   | Майдан     | Майдан (Maidan)          | Majdan    |
| Nowa Huta                | Нова Гута  | Новая Гута (Nowaja Guta) | Nowa Huta |
| Pawliwka                 | Павлівка   | Павловка (Pawlowka)      | Pawełcze  |
| Rybne                    | Рибне      | Рыбное (Rybnoje)         | Rybno     |
| Silez                    | Сілець     | Селец (Selez)            | Sielec    |
| Tjasiw                   | Тязів      | Тязев (Tjasew)           | Ciężów    |
| Zenschiw                 | Ценжів     | Ценжев (Zenschew)        | -         |

Die Ortschaft liegt im Tal der Bystryzja am Ufer der Jamnytschanka (Ямничанка). Das Stadtzentrum der Oblasthauptstadt Iwano-Frankiwsk befindet sich 8 km südlich und das Rajonzentrum Tysmenyzja 20 km südöstlich von Jamnyzja.
Durch das 1444 erstmals schriftlich erwähnte Dorf verläuft die Fernstraße N 09 und die Bahnstrecke Lwiw–Tscherniwzi, an der Jamnyzja einen Bahnhof besitzt.